# آخر الموهيكان (فلم 1992)
آخر الموهيكان (بالإنجليزية: The Last of the Mohicans) هو فيلم مغامرة تم إنتاجه في الولايات المتحدة وصدر في سنة 1992. الفيلم من إخراج مايكل مان.

## طاقم التمثيل
- دانيال دي لويس
- مادلين ستو

## الميزانية والإيرادات
بلغت تكلفة إنتاج الفيلم حوالي 40 مليون دولار بينما حقق أرباحا تقدر بـ 75,505,856 (United States) دولار.

### ترشيحات وجوائز
| السنة | الحدث          | الفئة          | النتيجة |
| ----- | -------------- | -------------- | ------- |
|       | جائزة الأوسكار | أفضل خلط أصوات | فوز     |

## وصلات خارجية
- مقالات تستعمل روابط فنية بلا صلة مع ويكي بيانات